# Peperomia costata
Peperomia costata är en pepparväxtart som beskrevs av G.Mathieu. Peperomia costata ingår i släktet peperomior, och familjen pepparväxter. Inga underarter finns listade i Catalogue of Life.